# Cuir découpé

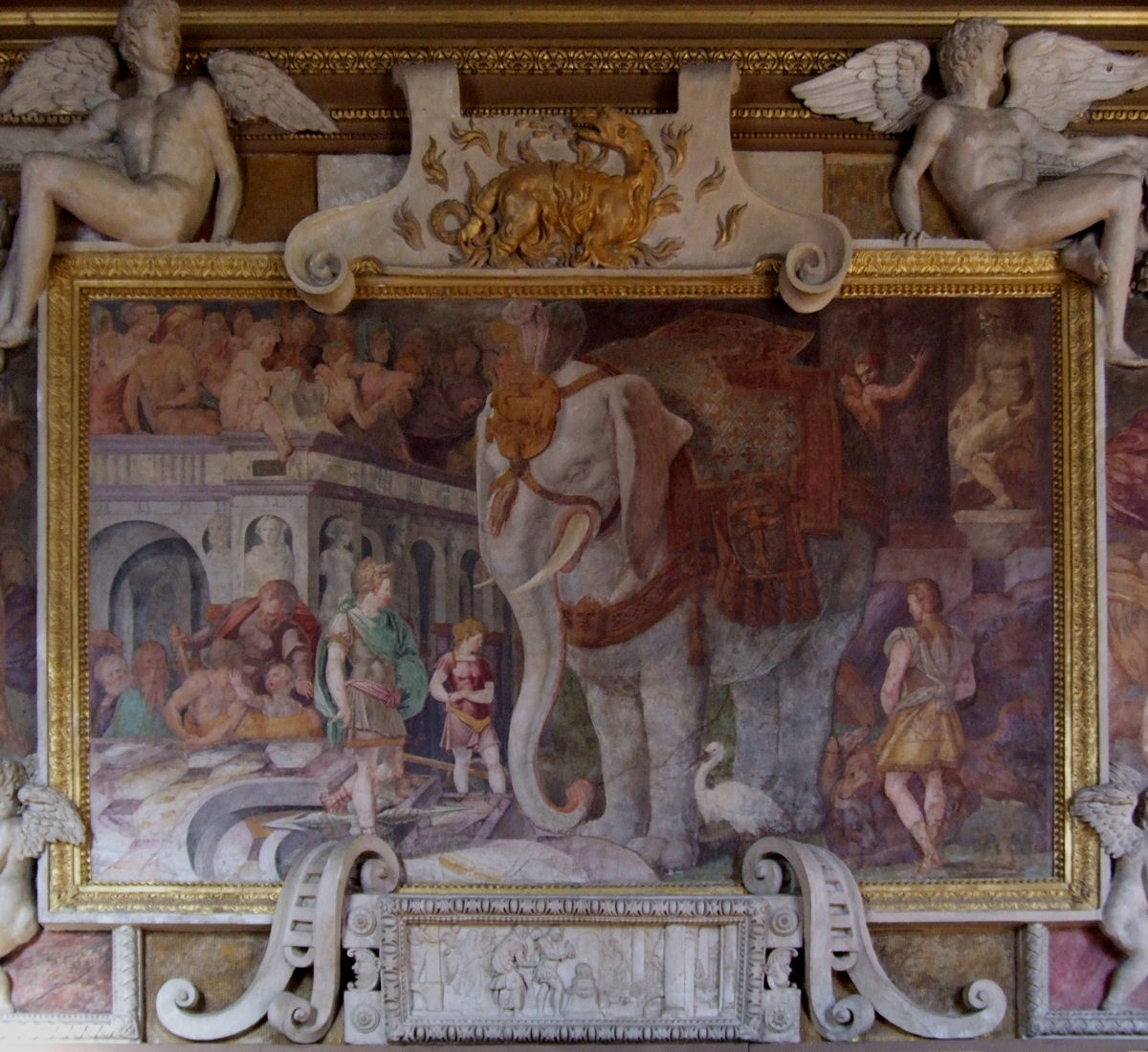
Motivi in stucco di cuir découpé di Rosso Fiorentino al Castello di Fontainebleau, intorno al 1535.

Nelle arti decorative, il motivo ornamentale cuir découpé, detto anche ornamento auricolare (perché fa pensare alle orecchie), ricorda per la sua forma un pezzo di cuoio o metallo tagliato e avvolto in volute stilizzate. Trova la sua origine negli schemi di nastri che apparvero nel Medioevo.

## Storia
Spesso utilizzato nella lavorazione a stucco, questo motivo decorativo è caratteristico del  manierismo rinascimentale e presente nella decorazione interna del Castello di Fontainebleau, specialmente nella Galleria  Francesco I (1535-1537). Fu introdotto da Rosso Fiorentino che sviluppò una raffinata e originale forma di cuoio intagliato in cartouche dalle forme dense e dal forte rilievo, incorporando le figure manieriste e dominando i dipinti decorativi che incorniciano.
Questi motivi sono stati poi riprodotti su cartoni per arazzi e incisioni. Rapidamente entrarono nelle stampe per libri illustrati e rilegature degli anni 1540 e si sono diffusi nei paesi del Nord Europa (1535-1630).
IL motivo riapparve nel XIX secolo, nelle decorazioni di pareti dipinte e affreschi, in legno intagliato o modellato, in gessi o stucchi, nonché in opere grafiche.